# Sciapus tenuicauda
Sciapus tenuicauda är en tvåvingeart som beskrevs av Octave Parent 1936. Sciapus tenuicauda ingår i släktet Sciapus och familjen styltflugor.
Artens utbredningsområde är Kongo. Inga underarter finns listade i Catalogue of Life.